# 馬政 (成化進士)
馬政（1456年—？），字公敏，直隸河間府青縣人，民籍，明朝政治人物。

## 生平
順天府鄉試第四十二名舉人。成化二十三年（1487年）中式丁未科會試第一百五十七名，三甲第三名進士。弘治元年（1488年）閏正月授翰林院检讨，陪侍诸王读书。三年十月升興府左長史，随兴王朱祐杬之国安陸。

## 家族
曾祖馬名遠，贈徵仕郎；祖父馬福善；父馬能，知縣。母趙氏。具庆下。